# Чинчилья Ресинос, Мария
Мария Чинчилья Ресинос (исп. María Chinchilla Recinos; 2 сентября 1909 — 25 июня 1944) — школьная учительница из Гватемалы, которая была убита во время мирной антиправительственной демонстрации конницей диктатора страны, генерала Хорхе Убико. Её чтят как гватемальскую национальную героиню.

## Биография
Родившаяся в Асунсьон-Мита (в департаменте Хутиапа), Чинчилья была лучшей ученицей в своём классе и получила квалификацию учителя начальной школы в Халапе в 1927 году. После работы учительницей в Асунсьон-Мита она в 1932 году перебралась в столицу Гватемалу, где преподавала в нескольких учебных заведениях.
В 1944 году школьные учителя обратились с просьбой о повышении заработной платы к руководству страны (в лице диктатора генерала Убико); одновременно студенты из Университета Сан-Карлос призвали к университетской автономии. Убико ответил 22 июня 1944 года приостановлением действия Конституции.
Недовольство педагогов и учащихся возросло до такой степени, что 25 июня 1944 года около 300 школьных учителей, одетых в траур, предприняли мирную демонстрацию у церкви Святого Франциска (в пяти кварталах от Национального дворца), призывая к свободе, демократии и отставке диктатора. Чинчилья была одной из организаторов манифестации и оказалась среди убитых в результате её подавления, когда правительство отправило против граждан войска (и в частности кавалерию).
Мария Чинчилья была похоронена на главном кладбище города, где её могила известна как Panteón del Maestro (Пантеон учителя). Поныне убитая учительница считается мученицей и национальной героиней — её гибель ускорила отставку Убико через пять дней после демонстрации, а всеобщая забастовка переросла в Гватемальскую революцию 1944 года.
6 июня 1944 года профсоюз гватемальских учителей (Asociación Nacional de Maestros) постановил, что 25 июня будет ежегодно отмечаться как Dia del Maestro (День школьного учителя) в память о Марии Чинчилье Ресинос.